# يان ويلكينسون (دراج)
يان ويلكينسون (بالإنجليزية: Ian Wilkinson)‏ هو دراج بريطاني، ولد في 14 أبريل 1979 في برستل في المملكة المتحدة.

## وصلات خارجية
- يان ويلكنسون على موقع الاتحاد الدولي للدراجات (الإنجليزية)
- يان ويلكنسون على موقع أرشيف الدراجات (الإنجليزية)
- يان ويلكنسون على موقع إحصائيات الدراجات الإحترافية (الإنجليزية)
- يان ويلكنسون على موقع نسبة الدراجات (الإنجليزية)